# 엘리펀트킹 덤보
《엘리펀트킹 덤보》(영어: The Elephant King)이 영화는이란의 모험과 코미디 애니메이션 영화로, 2018년 5월 Fajr International Film Festival에서 상영되었다. Hamed Jafari를 감독했다.

## 줄거리
겁쟁이 겁보에서 용감한 '덤보'로! 가장 착하고 용감한 킹 오브 킹 어드벤처 탄생!
모두에게 놀림받는 겁쟁이 코끼리 덤보. 하지만 덤보는 언젠가 자신의 아빠처럼 반드시 무리의 왕이 되겠다 다짐한다. 어느 날 사칸 왕국은 코끼리를 이용해 가장 큰 왕국을 짓기 위해 덤보와 친구들을 모두 납치한다. 우연히 덤보의 숨겨진 힘을 보게 된 왕은 덤보를 코끼리 왕으로 추켜세워 차칸 왕국을 침략할 계획을 세우는데... 무리의 왕으로 거듭난 덤보는 기뻐하지만, 악당 사냥꾼의 사악한 계획을 알게 된다! 과연 덤보는 진정한 엘리펀트킹으로 거듭나 친구들과 차칸 왕국을 구할 수 있을까?